# 초혼 (시)
초혼(招魂)은 1925년 12월, 김소월이 펴낸 시집 《진달래꽃》에서 처음 발표된 시다.
초혼은 임의 죽음으로 인한 슬픔과 그리움을 담고 있다.
‘초혼’이라는 제목이 우리 민족의 전통적인 상례의식의 한 절차인 고복의식(皐復儀式)을 의미한다.
시의 갈래는 서정시, 자유시이며 민요적, 전통적, 격정적, 애상적,감상적의 성격을 가졌다.
3음보, 2음보, 그리고 7․5조의 율격이 뒤섞여 있으며 슬픔을 격정적으로 표현한 것이 특징이다.
김소월의 초혼은 그의 다른 시들과 견주어 시인의 감정을 여실히 드러냈다는 점을 공유하면서도 그 분출 정도가 다른 시를 압도하는 특징이 있다. 이는 서구의 근대 시학이 설명해주지 못하는 초혼의 미학적 특징이라 말할 수 있다.
이 시에서 임의 죽음으로 인한 슬픔, 그리움이라는 감정이 반복법, 영탄법, 감정이입법을 통해 효과적으로 드러나고 있다.
또한 설움에 겹도록 부르노라에서 직설적 표현을 사용하여 설움을 직접적으로 표현하였다.
'사슴의 무리도 슬피 운다' 라는 구절에서 사슴이라는 객관적 상관물에게 자신의 감정인 슬픔을 부여하여 감정이입을 하였으며 '사슴의 무리도 슬피우는듯하다'로 감정이입 없이 표현할 수 있다.
반복법과 영탄법인 이여!를 반복하면서 화자의 심정을 강조하고 운율을 형성한다
초혼의 특징은 산산이 부서진 이름이여!에서 3음보 율격 표현을 사용했고 이 표현으로 한국 민족의 고유한 민요율격>>전통적인 민족정신이 드러난다
공간적 배경인 ‘떨어져 나가 앉은 산 위’의 의미는 고립과 단절의 공간으로 임과의 거리감을 느끼게 한다.
시간적 배경인' 붉은 해는 서산마루에 걸리었다'는 밝음과 어두움의 이미지 대립을 나타내며 이를 통해 삶과 죽음을 이해할 수 있다. 이때의 밝음과 어두움은 각각 낮과 밤. 삶과 죽음. 상승 하강을 표현하고자 한다.
5연에 ’망부석 설화‘를 차용하여 이름을 부르다 돌이 되겠다는 말을 통해 그리움과 슬픔을 강조한다.
초혼은 위에서 언급한 초혼이라는 주제, 망부석 전설,이별과 그리움의 정한( 情恨 ) 표현, 7.5조 3음보의 민요 율격에서 전통적인 민족 정신이 드러나는 시이다.
이 작품의 시적의미는 첫째 발생론적 접근(시-시인) 그 사람은 실재 시인이 이별한 대상
둘째 효용론점 관점(시-독자) 그 사람:나라의 주권
초혼이란 고대 중국 풍습인데 사람이 매우 놀라거나 매우 슬프면 혼백이 빠져나간다고 생각했었다. 그렇기에 무당을 통해 빠진 혼을 부르는 의식을 올렸었다. 하지만 우리 전통에서는 일반적으로 장례식 때 죽은 자의 혼을 부르는 의식으로, 지붕 위나 마당에서 죽은 자의 옷을 흔들며 죽은 사람 이름을 세 번 부르는 행위로, 감정이 격렬히 나타나며 견고히 시적 형상화를 이룩한 작품이다. 사랑하는 사람의 혼을 부르는 시적 화자의 목소리는 하늘과 땅 사이로 막연한 울림만 울리지만 소월은 사랑하는 이를 부를 수밖에 없는 처절한 인간 존재 한계의 비극을 직설적이게, 강렬하게 이야기 하고 있다.

## 대중가요
2004년에 트로트 가수 민지가 이 시와 같은 제목과 가사의 노래를 발표했다.
2010년에 트로트 가수 장윤정이 다른 가사로 이 시와 같은 제목과 주제의 노래를 발표했다.